# Агейкин, Сергей Николаевич
Серге́й Никола́евич Аге́йкин (13 июня 1963, Москва — 31 мая 2001, Москва) — советский и российский хоккеист, выступавший на позиции нападающего. Мастер спорта СССР международного класса.

## Биография
Воспитанник СДЮСШОР ЦСКА. После её окончания весной 1981 года Агейкин вместе ещё с тремя выпускниками московских спортшкол — Сергеем Фокиным, Сергеем Жебровским и Андреем Великжаниным — принял приглашение саратовской команды «Кристалл». Сезон-1981/82 начал во второй лиге в фарм-клубе «Кристалла» — энгельсском «Химике», но уже в январе был переведен в основную команду, которая выступала тогда в высшей лиге чемпионата СССР. После окончания сезона 18-летний дебютант был удостоен лестных отзывов от главного тренера сборной СССР и ЦСКА Виктора Тихонова:

«Кристалл» — команда очень быстрая, техничная и перспективная. Мне нравится её атака за быстроту, стремление форвардов, в частности молодых, играть, не жалея себя. Уровень игры молодых волжан Агейкина, Кучина и их сверстников из ЦСКА — Трухно, Старкова, Васильева — примерно одинаков. Их будущее зависит от дальнейшей работоспособности, от умения быть верными цели.

По рекомендации тренеров «Кристалла» осенью 1982 года Агейкин был включён в состав молодёжной команды СССР и на чемпионате мира 20-летних в Ленинграде завоевал золотую медаль. В 1983 году стал серебряным призёром Универсиады в составе студенческой сборной СССР, составленной на базе саратовского «Кристалла».
В чемпионате команд первой лиги отличался хорошей результативностью, энергичными действиями на льду. За четыре сезона в Саратове (1981/82—1984/85) забросил 79 шайб.
Накануне сезона 1985/86 Агейкин был приглашен в команду высшей лиги «Спартак» (Москва) её новым главным тренером Борисом Майоровым. Уже в свой первый спартаковский год попал в сборную СССР, играя на призе «Известий» и чемпионате мира (став обладателем золотой медали), а тройка Сергей Агейкин — Сергей Шепелев — Сергей Капустин стала второй по результативности в высшей лиге (приз газеты «Труд»). В этом же сезоне стал обладателем приза «Рыцарю атаки», вручаемого журналом «Советский воин» игроку, сделавшему в сезоне наибольшее количество хет-триков.
Провёл в «Спартаке» 6 сезонов, после чего уехал играть за границу, сначала в Польшу, а потом в Германию. Сын Сергея Агейкина Станислав вспоминал, что отец пользовался там большой популярностью у болельщиков:

Прекрасно помню, как люди в Вайдене приходили на игры в свитерах с его фамилией. На улицах узнавали, подходили, брали автографы. Помню, я так гордился папой, когда к нему в каком-нибудь продуктовом магазине обращались люди и просили расписаться!

В 1999 году вернулся в Россию, подписав контракт с клубом «Витязь» (Подольск). В 2000 году в составе своей новой команды стал обладателем Кубка Спартака, забросив решающую шайбу в финале. Последние матчи сыграл в сезоне-2000/01.
Всего в высшей лиге чемпионата СССР провёл 229 матчей, забросил 68 шайб.
Умер от лейкемии (рака крови) в 2001 году. Похоронен в Москве на Востряковском кладбище.

## Достижения
- Чемпион мира среди молодёжных команд — 1983
- Чемпион мира и Европы — 1986
- Серебряный призёр чемпионата СССР — 1991
- Бронзовый призёр чемпионата СССР — 1986
- Трёхкратный обладатель Кубка Шпенглера — 1985, 1989, 1990
- На чемпионатах мира / Европы — 6 матчей, 1 гол

## Статистика выступлений
Основной источник: Жидков В., Серебренников А., Тетерин П. Отечественный хоккей. Высший эшелон 1946/1947—2006/2007. Справочник. — Глобал Спорт Консалтинг, 2007.
|                          |                          |                                   | Регулярный сезон | Регулярный сезон | Регулярный сезон | Регулярный сезон | Регулярный сезон |
| Сезон                    | Команда                  | Лига                              | Игр              | Г                | П                | О                | ШТ               |
| ------------------------ | ------------------------ | --------------------------------- | ---------------- | ---------------- | ---------------- | ---------------- | ---------------- |
| 1981/82                  | Кристалл Саратов         | Чемпионат СССР                    | 20               | 6                | 4                | 10               | 6                |
| 1981/82                  | Кристалл Саратов         | Чемпионат СССР. Переходный турнир | 14               | 0                | 4                | 4                | 6                |
| 1982/83                  | Кристалл Саратов         | Чемпионат СССР (1 лига)           |                  | 25               |                  |                  |                  |
| 1982/83                  | Кристалл Саратов         | Чемпионат СССР. Переходный турнир |                  | 2                |                  |                  |                  |
| 1983/84                  | Кристалл Саратов         | Чемпионат СССР (1 лига)           |                  | 17               |                  |                  |                  |
| 1984/85                  | Кристалл Саратов         | Чемпионат СССР (1 лига)           | 52               | 30               | 10               | 40               | 46               |
| 1985/86                  | Спартак Москва           | Чемпионат СССР                    | 33               | 20               | 11               | 31               | 22               |
| 1986/87                  | Спартак Москва           | Чемпионат СССР                    | 35               | 9                | 12               | 21               | 10               |
| 1987/88                  | Спартак Москва           | Чемпионат СССР                    | 43               | 9                | 5                | 14               | 17               |
| 1988/89                  | Спартак Москва           | Чемпионат СССР                    | 37               | 11               | 8                | 19               | 8                |
| 1989/90                  | Спартак Москва           | Чемпионат СССР                    | 40               | 11               | 10               | 21               | 12               |
| 1990/91                  | Спартак Москва           | Чемпионат СССР                    | 21               | 1                | 0                | 1                | 4                |
| 1991/92                  | Подхале Новы-Тарг        | Чемпионат Польши                  |                  | 22               | 18               | 40               |                  |
| 1992/93                  | Вайден                   | Германская Оберлига               |                  |                  |                  |                  |                  |
| 1993/94                  | Вайден                   | Германская Оберлига               | 39               | 46               | 45               | 91               | 37               |
| 1994/95                  | Вайден                   | Германская 1 лига юг              | 35               | 33               | 25               | 58               | 50               |
| 1995/96                  | Вайден                   | Германская 1 лига юг              | 12               | 7                | 9                | 16               | 6                |
| 1995/96                  | Зонтхофен                | Германская 2 лига юг              | 19               | 38               | 23               | 61               | 36               |
| 1996/97                  | Зонтхофен                | Германская 1 лига юг              | 41               | 32               | 28               | 60               | 35               |
| 1997/98                  | Равенсбург               | Германская 2 лига юг              | 31               | 40               | 29               | 69               | 20               |
| 1997/98                  | Лачес-Валь-Веноста       | Итальянская Серия А               | 9                | 13               | 2                | 15               | 32               |
| 1998/99                  | Равенсбург               | Германская 2 лига юг              | 40               | 34               | 33               | 67               | 28               |
| 1999/00                  | Витязь Подольск          | Высшая лига. Дивизион «Запад»     | 32               | 7                | 6                | 13               | 6                |
| 1999/00                  | Витязь Подольск          | Высшая лига. Финальный турнир     | 3                | 0                | 1                | 1                | 0                |
| 1999/01                  | Витязь Подольск          | Переходный турнир                 | 5                | 0                | 0                | 0                | 0                |
| Всего в чемпионатах СССР | Всего в чемпионатах СССР | Всего в чемпионатах СССР          | 229              | 68               | 50               | 118              |                  |

## Статистика выступлений за сборную
| Год  | Сборная    | Турнир         | Место  |   | И | Г | П | О | Штр |
| ---- | ---------- | -------------- | ------ | - | - | - | - | - | --- |
| 1983 | СССР (мол) | МЧМ (до 20)    | Золото | 7 | 1 | 1 | 2 |   |     |
| 1986 | СССР       | Чемпионат мира | Золото | 6 | 1 | 1 | 2 | 4 |     |